# K. Deep
K. Deep (Rangún, Birmania Británica, 10 de diciembre de 1940-Ludhiāna, India, 22 de octubre de 2020) fue un cantante indio de origen birmano, intérprete de la música Punjabi. En su mayoría interpretó temas musicales a dúo con su esposa, la cantante Jagmohan Kaur. Con quien además ha participado en diferentes programas cómicos como Mai Mohno y Posti. Poodna es uno de sus temas musicales cantado a dúo con su esposa, que tuvo éxito. Fue el primero en cantar temas musicales escritas por Shiv Kumar Batalvi. En el 2010, obtuvo el Premio "PTC Life Time", junto con Babu Singh Maan, que fue presentado a él por el cantante Gurdas Maan.

## Biografía
Nació el 10 de diciembre de 1940 en Rangún, Birmania. Su pueblo natal es Aitiana, en el distrito de Ludhiana del estado indio de Punjab. Conoció a su esposa Jagmohan Kaur en un programa en Calcuta y comenzó a trabajar con ella como dúo de comedia. Más adelante, se casaron el 2 de febrero de 1971 y la pareja tuvo dos hijos. Vivió en Ludhiana, India hasta su fallecimiento.

## Carrera
Grabó su primer LP en 1969 por HMV y se hizo conocer con sus primeros tema musicales titulados como Nashean Naal Yaari y Roli Main Izzat Sari. Fue el primero en interpretar temas musicales escritas y compuestas por Shiv Kumar Batalvi, que más adelante fueron cantadas por otros muchos cantantes de Punjabi como Jagjit Singh, Nusrat Fateh Ali Khan y Ghulam Ali.
Como comediante con su esposa, fueron los primeros duetos de Punjabi para grabar su primera comedia bajo registros, en la que fueron lanzaron po varios registros de diferentes países como Posti Canadá Vich, Posti Inglaterra Vich, Nave Puare Pai Gae.